# Фельдман, Франсуа
Франсуа Фельдман (фр. François Feldman; р. 23 мая 1958, Париж) — французский певец и автор песен.

## Биография
Имеет русско-еврейские (по отцу) и бельгийские корни.
В 1980 познакомился с композитором и автором песен Эрне Сальфати, вместе с которым написал одну из своих первых песен «You Want Every Night». Эта песня была записана Фельдманом вместе с группой Yellow hand. За первой песней последовали «Ma petite vidéo» (1982), «Folle sur les bords en été» (1983), «Wally Boule Noire» и «Obsession» (1984), «Amour de corridor» (1985). Особого успеха эти записи не имели.
Наибольшего успеха достиг с двумя альбомами: Une présence и Magic’ Boul’vard. Два сингла с первого из этих альбомов — «Les Valses de Vienne» и «Petit Franck» — заняли верхнюю строчку национального хит-парада Франции в 1990 и 1991 годах. «Les Valses de Vienne» по сей день остаётся одной из самых узнаваемых песен артиста, она хорошо известна и в России. Эта песня, выпущенная в конце 1989 года, была на вершине французского хит-парада 6 (не подряд) недель с января по март 1990. Альбом Magic’ Boul’vard дал миру ещё два хита: «Magic' Boul’vard» и «Joy».
С тех пор успех певца стал постепенно сходить на нет. Последний его студийный альбом датирован 2004 годом. Франсуа Фельдман продолжает давать концерты во Франции и Европе.
В апреле 2018 юбилейного для Франсуа Фельдмана года вышел очередной студийный альбом Vivant.

## Дискография

### Студийные альбомы
- 1987 : Vivre vivre
- 1989 : Une présence
- 1991 : Magic’ Boul’vard
- 1992 : Feldman à Bercy
- 1993 : Indigo 93
- 1995 : À contre-jour
- 1997 : Couleurs d’origine
- 2004 : Des larmes et de l’amour
- 2018 : Vivant